# Northrop Gamma
O Northrop Gamma foi uma aeronave de transporte monomotora a pistão, monoplano e de asa-baixa, desenvolvido e fabricado durante os anos 30. Foi utilizada como aeronave de correspondência e de pesquisa, além de ter sido utilizado para quebrar vários recordes relacionados a aviação no seu tempo.

## Design e desenvolvimento
O Gamma foi era uma aeronave maior e bem sucedida do Northrop Alpha, e compartilhava as inovações aerodinâmicas do seu antecessor, como asas reforçadas com filetes internos e de construção multi-soldada. Diferentemente do seu antecessor, possuía um cockpit fechado, porém ainda compartilhava a característica do trem de pouso fixo e coberto por uma carenagem aerodinâmica.

## Histórico operacional
O Gamma obteve um serviço civil bastante limitado, servindo como avião postal na Trans World Airlines (TWA), porém teve uma carreira ilustre como avião de pesquisa e de recorde.
Os militares dos EUA acharam o desenho suficientemente interessante para incentivar a Northrop a desenvolver uma versão militar da aeronave, que mais tarde ficou conhecida como o caça-bombardeiro leve de ataque Northrop A-17. As versões militares do Gamma serviram em combate com a Forças Aérea da República da China na Guerra Civil Chinesa, e com a Força Aérea da República Espanhola, durante a Guerra Civil Espanhola. 25 unidades do Gamma 2E foram construídas na China a partir de componentes fornecidos pela Northrop.
Em 02 de junho de 1933, Frank Hawks voou seu Gamma 2A apelidado de "Sky Chief" de Los Angeles para Nova York em um recorde de 13 horas, 26 minutos e 15 segundos. Em 1935, Howard Hughes quebrou esse tempo em seu Gamma 2G modificado, realizando o percurso em 9 horas, 26 minutos e 10 segundos.
O Gamma mais famoso foi o "Polar Star". A aeronave foi transportada através de navio e desembarcada no gelo do Mar de Ross durante a expedição de Lincoln Ellsworth à Antártida, em 1934. O Polar Star quase foi perdido quando o gelo debaixo dele quebrou, e teve que ser transportado aos Estados Unidos para reparos. A segunda missão da Polar Star à Antártida foi em setembro de 1934 também foi fracassada: uma biela quebrou e a aeronave teve que ser novamente transportada aos EUA para reparos. Em 03 de janeiro de 1935, Ellsworth e o piloto Bernt Balchen finalmente voaram sobre a Antártida.
Em 23 de novembro de 1935, Ellsworth e piloto canadense Herbert Hollick-Kenyon tentaram realizar primeiro voo trans-antártido, partindo da Ilha Dundee no Mar de Weddell, para Little America, uma base de exploração. A tripulação fez quatro paradas durante a sua viagem, e no processo tornaram-se as primeiras pessoas a visitar a Antártica Ocidental. Durante uma parada, uma tempestade de neve cobriu completamente a fuselagem com neve e levou-se um dia para remoção. Em 05 de dezembro, depois de viajar por 3.865 km, a aeronave ficou sem combustível a apenas 40 km de distância da base. A tripulação levou seis dias para viajar o resto da viagem e o Polar Star ficou abandonado até ser reencontrado pelo navio de exploração RRS Discovery II em 15 de janeiro de 1936. O Polar Star foi recuperado e doado ao National Air and Space Museum, onde ele reside até hoje.

## Variantes
Gamma 2A: Primeira versão de produção, equipada por um motor a pistão e radial Wright de 785 cv (585 kW). Uma unidade foi vendida a Texaco, apelidado de "Sky Chief" e pilotado por Frank Hawks. 
Gamma 2B: Versão de dois assentos com controles em tandem, equipada por um motor a pistão e radial Pratt & Whitney Wasp de 500 cv (373 kW).
Gamma 2C (YA-13): Versão proposta pela Northrop como um avião de ataque para competir com Curtiss A-12 Shrike. Equipado com 4 metralhadoras de 7,62 mm cal nas asas e outra do mesmo calibre montada na traseira para defesa. Poderia transportar até 500 kg de bombas sob a asas. Essa versão foi avaliada pelo USAAC em 1933.
XA-16: Protótipo do YA-13 redesignado depois de ser equipado com um motor Pratt & Whitney R-1830-9.
Gamma 2D: Versão de carga utilizada pela TWA, com 3 unidades construídas, e equipada com um motor Wright Cyclone de 710 cv (529 kW). Uma unidade foi convertida em um laboratório experimental de pesquisa para estudar o gelo, compressores, rádios e turbulência em altitude de 6,100-10,670 metros. Em seguida, foi utilizado pela USAAC sob a designação de UC-100. Outra unidade aposentada da TWA foi utilizada pela Força Aérea Republicana Espanhola para a patrulha de litoral.
Gamma 2E: Versão semelhante ao Gamma 2C em armamento exceto pela capacidade de transporte de bombas aumentada para 727 kg. Foram utilizados pela Força Aérea da República da China como um bombardeiro leve até 1938, após isso uma unidade foi utilizada pelos britânicos no Aeroplane and Armament Experimental Establishment, designado como K5053. Outras duas unidades foram fornecidas ao Serviço Aéreo da Marinha do Império Japonês para avaliação em 1933, e designados como Northrop BXN.
Gamma 2F: Versão ataque desenvolvida em paralelo com Gamma 2C, entrou em serviço como Northrop A-17.
Gamma 2G: Versão de dois assentos para corrida aérea, inicialmente equipado com um motor Curtiss Conqueror, mais tarde alterada para o Pratt & Whitney Twin Wasp Junior, e em seguida para o Wright Cyclone SGR-1820-G-5. Foi pilotado por Jacqueline Cochran e Howard Hughes .
Gamma 2H: Versão de teste de piloto automático para Sperry Corporation. Foi pilotado por Russell Thaw, conquistando o 3º lugar na edição de 1935 da corrida aérea Bendix Trophy.
Gamma 2J: Versão de treinamento de dois assentos projetada para a USAAC, equipada por um motor Pratt & Whitney Wasp de 600 cv (448 kW) e com trem de pouso retrátil. Perdeu para o concorrente North-American T-6. Apenas uma unidade construída.
Gamma 2L: Versão utilizada pela Bristol para testar o motor Bristol Hercules.
Gamma 5A: Versão de exportação para Marinha Imperial Japonesa (designado BXN1) para estudo em engenharia moderna. Uma unidade construída.
Gamma 5B: Versão de dois assentos com o cockpit movido mais a frente, utilizado pela Força Aérea Republicana Espanhola para a patrulha de litoral.
Gamma 5D: Versão de exportação para o Japão com a designação de BXN2, e foi estudada pela Nakajima, e então repassada para a Companhia Aérea Nacional da Manchúria, que utilizaram para reconhecimento aéreo sobre a China e sobre a URSS.

## Operadores

### Operadores militares
República da China
- Força Aérea da República Chinesa

 Japão
- Marinha Imperial Japonesa
- Serviço Aéreo da Marinha do Império Japonês

Segunda República Espanhola
- Força Aérea da República Espanhola

 Estados Unidos
- Corpo Aéreo do Exército dos Estados Unidos

### Operadores civis
Manchukuo
- Companhia Aérea Nacional da Manchúria

 Estados Unidos
- Trans World Airlines

## Especificações (Gamma 2D)
Dados de McDonnell Douglas Aircraft since 1920.

### Características gerais
- Tripulação: 1 (piloto)
- Comprimento: 9,5 m
- Envergadura: 14,57 m
- Altura: 2,74 m
- Área de asa: 33,7 m²
- Peso vazio: 1,868 kg
- Peso carregado: 3,334 kg
- Motorização: 1 × motor a pistão Wright R-1820 Cylone, radial, 9 cilindros, de 710 cv (530 kW)

### Atuação
- Velocidade máxima: 359 km/h (a 1.920 m)
- Velocidade de cruzeiro: 328 km/h
- Alcance operacional: 3,170 km
- Teto de serviço: 7.130 m
- Taxa de subida: 7,1 m/s
- Carga de alar: 98,9 kg/m²
- Força/massa: 0,16 kW/kg